# Drassodes tikaderi
Drassodes tikaderi är en spindelart som först beskrevs av Gajbe 1987.  Drassodes tikaderi ingår i släktet Drassodes och familjen plattbuksspindlar. Inga underarter finns listade i Catalogue of Life.